# Lindernia insularis
Lindernia insularis é uma espécie botânica do gênero Lindernia pertencente à família Linderniaceae.